# EXILE GENERATION SEASON 5
EXILE GENERATION クリスマスSP（エグザイル・ジェネレーション - スペシャル）は、EXILEの冠番組EXILE GENERATIONを映像作品化した映像作品である。2010年4月14日にrhythm zoneから発売された。

## 概要
- 2010年1月～3月までの放送分を完全収録。
- 特典映像が3本収録されている。

## チャプター

### DISC1
1. #51 (2010.01.06 OA)
2. #52 (2010.01.13 OA)
3. #53 (2010.01.20 OA)
4. #54 (2010.01.27 OA)
5. #55 (2010.02.03 OA)
6. #56 (2010.02.10 OA)

### DISC2
1. #57 (2010.02.17 OA)
2. #58 (2010.02.24 OA)
3. #59 (2010.03.03 OA)
4. #60 (2010.03.10 OA)
5. #61 (2010.03.17 OA)
6. #62 (2010.03.24 OA)
7. 【特典映像】新メンバー加入ドキュメント総集編
8. 【特典映像】えぐざんぽEXレンジャー未公開編
9. 【特典映像】エグジェネSEASON5未公開シーン